# Semaine des As 1993
Navigation
Dijon 1992
La Semaine des As 1993 est la 6e édition du Tournoi des As de basket-ball. Elle se déroule du 4 au 7 mars 1993. La compétition change de nom lors de cette édition en raison du changement de format, qui passe de 4 à 8 équipes. La phase finale se dispute au Palais de sports de Lyon. Le vainqueur du tournoi est qualifié pour la coupe d'Europe FIBA 1993-1994.

## Résumé
Une nouvelle formule est mise en place pour cette sixième édition. Ce sont les huit premiers de la saison régulière du championnat de France qui sont qualifiés. Des quarts de finale sont instaurés et se disputent sur terrain neutre au Palais des Sports Pierre de Coubertin de Châlons-en-Champagne et au Palais des sports Jean-Michel-Geoffroy de Dijon. Les demi-finales, le match pour la 3e place et la finale ont lieu au Palais des sports de Lyon.
Les demi-finales sont retransmises sur Eurosport, la finale est diffusée sur France 3.
Pau-Orthez remporte le titre pour la troisième fois consécutive en battant Cholet en finale. Cholet s'incline pour la quatrième fois en finale en six éditions.
Le vainqueur est qualifié pour la coupe d'Europe FIBA 1993-1994. Le règlement stipule que si le vainqueur de la Semaine des As dispute la finale du championnat de France, le finaliste prend sa place. Pau-Orthez étant finaliste du championnat lors de cette saison 1992-1993, c'est Cholet qui se qualifie pour la coupe d'Europe FIBA.
Michel Gomez remporte ce trophée pour la quatrième fois en tant qu'entraîneur. Valéry Demory dispute sa sixième finale en six éditions. Il en a remporté trois.

## Participants
| Équipes qualifiées                                                         |
| -------------------------------------------------------------------------- |
| Limoges Antibes Pau-Orthez Gravelines Cholet PSG Racing Levallois CRO Lyon |

## Tableau
|  | Quarts de finale                        | Quarts de finale                        |                               |                               | Demi-finales                | Demi-finales                |    |  | Finale                        | Finale                        |
|  | Quarts de finale                        | Quarts de finale                        |                               |                               | Demi-finales                | Demi-finales                |    |  | Finale                        | Finale                        |
|  |                                         |                                         |                               |                               |                             |                             |    |  |                               |                               |
|  | Jeudi 4 mars, 18h30 - Châlons-sur-Marne | Jeudi 4 mars, 18h30 - Châlons-sur-Marne |                               |                               | Samedi 6 mars, 18h00 - Lyon | Samedi 6 mars, 18h00 - Lyon |    |  | Dimanche 7 mars, 15h00 - Lyon | Dimanche 7 mars, 15h00 - Lyon |
|  | Jeudi 4 mars, 18h30 - Châlons-sur-Marne | Jeudi 4 mars, 18h30 - Châlons-sur-Marne |                               |                               | Samedi 6 mars, 18h00 - Lyon | Samedi 6 mars, 18h00 - Lyon |    |  | Dimanche 7 mars, 15h00 - Lyon | Dimanche 7 mars, 15h00 - Lyon |
|  | Limoges                                 | 89                                      |                               |                               | Samedi 6 mars, 18h00 - Lyon | Samedi 6 mars, 18h00 - Lyon |    |  | Dimanche 7 mars, 15h00 - Lyon | Dimanche 7 mars, 15h00 - Lyon |
|  | Limoges                                 | 89                                      |                               |                               | Samedi 6 mars, 18h00 - Lyon | Samedi 6 mars, 18h00 - Lyon |    |  | Dimanche 7 mars, 15h00 - Lyon | Dimanche 7 mars, 15h00 - Lyon |
|  | CRO Lyon                                | 60                                      |                               |                               | Samedi 6 mars, 18h00 - Lyon | Samedi 6 mars, 18h00 - Lyon |    |  | Dimanche 7 mars, 15h00 - Lyon | Dimanche 7 mars, 15h00 - Lyon |
|  | CRO Lyon                                | 60                                      | Limoges                       | 51                            |                             |                             |    |  | Dimanche 7 mars, 15h00 - Lyon | Dimanche 7 mars, 15h00 - Lyon |
|  | Jeudi 4 mars, 20h30 - Châlons-sur-Marne |                                         | Limoges                       | 51                            |                             |                             |    |  | Dimanche 7 mars, 15h00 - Lyon | Dimanche 7 mars, 15h00 - Lyon |
|  |                                         | Cholet                                  | 61                            |                               |                             |                             |    |  | Dimanche 7 mars, 15h00 - Lyon | Dimanche 7 mars, 15h00 - Lyon |
|  | Gravelines                              | Cholet                                  | 61                            | 52                            |                             |                             |    |  | Dimanche 7 mars, 15h00 - Lyon | Dimanche 7 mars, 15h00 - Lyon |
|  | Gravelines                              |                                         |                               | 52                            |                             |                             |    |  | Dimanche 7 mars, 15h00 - Lyon | Dimanche 7 mars, 15h00 - Lyon |
|  | Cholet                                  | 72                                      |                               |                               |                             |                             |    |  | Dimanche 7 mars, 15h00 - Lyon | Dimanche 7 mars, 15h00 - Lyon |
|  | Cholet                                  | 72                                      | Cholet                        | 58                            |                             |                             |    |  |                               |                               |
|  | Jeudi 4 mars, 18h30 - Dijon             |                                         | Cholet                        | 58                            |                             |                             |    |  |                               |                               |
|  |                                         | Pau-Orthez                              | 71                            |                               |                             |                             |    |  |                               |                               |
|  | Antibes                                 | Pau-Orthez                              | 71                            | 84                            |                             |                             |    |  |                               |                               |
|  | Antibes                                 | Samedi 6 mars, 20h30 - Lyon             |                               | 84                            |                             |                             |    |  |                               |                               |
|  | Levallois                               | 102                                     |                               |                               |                             |                             |    |  |                               |                               |
|  | Levallois                               | 102                                     | Levallois                     | 71                            |                             |                             |    |  |                               |                               |
|  | Jeudi 4 mars, 20h30 - Dijon             | Jeudi 4 mars, 20h30 - Dijon             | Levallois                     | 71                            | Match pour la 3e place      | Match pour la 3e place      |    |  |                               |                               |
|  | Jeudi 4 mars, 20h30 - Dijon             | Jeudi 4 mars, 20h30 - Dijon             |                               | Pau-Orthez                    | Match pour la 3e place      | Match pour la 3e place      | 80 |  |                               |                               |
|  | Pau-Orthez                              | 100                                     | Dimanche 7 mars, 17h30 - Lyon | Dimanche 7 mars, 17h30 - Lyon |                             |                             | 80 |  |                               |                               |
|  | Pau-Orthez                              | 100                                     | Dimanche 7 mars, 17h30 - Lyon | Dimanche 7 mars, 17h30 - Lyon |                             |                             |    |  |                               |                               |
|  | PSG Racing                              | 74                                      |                               | Limoges                       | 66                          |                             |    |  |                               |                               |
|  | PSG Racing                              | 74                                      |                               | Limoges                       | 66                          |                             |    |  |                               |                               |
|  |                                         |                                         |                               |                               |                             |                             |    |  | Levallois                     | 78                            |
|  |                                         |                                         |                               |                               |                             |                             |    |  | Levallois                     | 78                            |